# Erhard Schröter
Erhard Schröter (* 29. April 1935 in Merseburg; † 15. Oktober 1988) war ein deutscher Prähistoriker.

## Leben
Erhard Schröter stammte aus Merseburg, wo er auch den Großteil seiner Kindheit verbrachte. 1945 wurde seine Familie vorübergehend nach Eisleben evakuiert. Nach dem Abschluss der Grundschule absolvierte er von 1949 bis 1952 eine Malerlehre. 1953 begann er an der Burg Giebichenstein in Halle (Saale) ein Studium der Wandmalerei, das er aber schon im folgenden Jahr abbrach, um eine Assistenzstelle im Schlossmuseum Bernburg anzutreten. Parallel zu dieser Tätigkeit absolvierte er eine Ausbildung zum Präparator, die er 1957 abschloss. Im Zuge dieser Ausbildung nahm er auch mehrfach an archäologischen Grabungen teil. Auf Vorschlag von O. Träger, dem Direktor des Schlossmuseums Bernburg, absolvierte Schröter von 1957 bis 1961 ein Fernstudium an der Fachschule für Heimatmuseen in Weißenfels.
Am 1. Mai 1960 wechselte Schröter auf Betreiben von Berthold Schmidt von Bernburg ans Landesmuseum für Vorgeschichte nach Halle (Saale), wo er eine Stelle als technischer Assistent antrat. Er nahm mehrere Jahre lang an der Forschungsgrabung auf der Bösenburg, Landkreis Mansfeld-Südharz teil und arbeitete später als Grabungsleiter in der Dölauer Heide bei Halle sowie von 1967 bis 1986 auf der Schalkenburg bei Quenstedt, Landkreis Mansfeld-Südharz. Zwischen 1972 und 1975 studierte Schröter im Externstudium Vor- und Frühgeschichte an der Martin-Luther-Universität Halle-Wittenberg; 1980 erlangte er mit der Arbeit Gräberfelder und Siedlung des Neolithikums und der frühen Bronzezeit auf der Schalkenburg bei Quenstedt, Kreis Hettstedt. den Diplom-Abschluss. 1981 wurde Schröter Bodendenkmalpfleger des Bezirks Halle. Ab 1987 leitete er die Ausgrabung eines Hügelgräberfelds der spätbronzezeitlichen Lausitzer Kultur bei Mescheide, Landkreis Wittenberg, das dem Braunkohleabbau weichen musste. Am 15. Oktober 1988 verstarb Schröter im Alter von 53 Jahren, nachdem er nur wenige Tage zuvor noch die Bezirkstagung Halle der Bodendenkmalpfleger in Aken geleitet hatte.
Schröter war verheiratet und hatte vier Kinder. In seiner Freizeit war er auch als Höhlenforscher tätig.

## Schriften
- mit Klaus Nuglisch: Hausurnen- und Jastorfkultur an der mittleren Elbe. Die Gräberfelder von Latdorf und Aken (= Wissenschaftliche Beiträge der Martin-Luther-Universität Halle-Wittenberg. Band 4). Martin-Luther-Universität Halle-Wittenberg, Halle (Saale) 1968.
- mit Berthold Schmidt: Hünengräber, Burgen und Steinkreuze am Unterlauf der Saale (= Veröffentlichungen zur Heimatgeschichte.) Museum Schloss Bernburg, Bernburg 1976.
- Gräberfelder und Siedlung des Neolithikums und der frühen Bronzezeit auf der Schalkenburg bei Quenstedt, Kreis Hettstedt. Diplomarbeit, Halle (Saale) 1979.
- mit Hermann Behrens: Siedlungen und Gräber der Trichterbecherkultur und Schnurkeramik bei Halle (Saale). Ergebnisse von Ausgrabungen (= Veröffentlichungen des Landesmuseums für Vorgeschichte Halle. Band 34). Deutscher Verlag der Wissenschaften, Berlin 1980.